# وسترلوند ۱–دبلیو ۲۶
وسترلوند ۱–دبلیو ۲۶ (انگلیسی: Westerlund 1 W26) (معمولاً به اختصار W26) یا Westerlund 1 BKS AS یک ابرغول سرخ است که در حومهٔ خوشه ابر ستاره‌ای وسترلوند ۱ قرار دارد. این یکی از بزرگ‌ترین ستارگان شناخته شده و درخشان‌ترین ستاره ابرغول کشف شده تا کنون با شعاع بیش از هزار برابر شعاع خورشیدی و درخشندگی بیش از ۲۰۰۰۰۰ برابر درخشندگی خورشید است. این ابرغول اگر در مرکز منظومه شمسی قرار گیرد، نورسپهر آن مدار سیاره مشتری را در بر می‌گیرد.

## کشف
وسترلوند ۱–دبلیو ۲۶ توسط بنگت وسترلوند در سال ۱۹۶۱ در هنگام یک بررسی مادون سرخ در منطقه اجتناب از آسمان کشف شد و به عنوان «خوشه‌ای به شدت قرمز شده در آرا» توصیف شد. در آن زمان نوع طیفی ستارگان را نمی‌شد تعیین کرد، به جز درخشان‌ترین ستاره که به‌طور آزمایشی نوع M در نظر گرفته می‌شد.